# Juan de Matera
Juan de Matera o Juan de Pulsano, nombre seglar Giovanni Scalcione (Matera, Basilicata, c. 1070-Foggia, Pulla, 20 de junio de 1139) fue un monje italiano, fundador de la Orden de Pulsano. Es venerado como santo por la Iglesia católica.

## Biografía
En Bari fue acusado de hereje, por la austeridad que predicaba, y fue salvado por el príncipe normando Grimoaldo Alfaranita, que le liberó y le dejó ir donde quisiera. Volvió a Ginosa y, en 1129, llegó a San Michele Arcangelo, al Monte Sant'Angelo de Gargano  (provincia de Foggia). En 1130, en el antiguo monasterio de San Gregorio de Pulsano, que reconstruyó, fundó una congregación monástica en la que le confirió la Regla de San Benito, seguida con el máximo rigor; en poco tiempo, la comunidad ya tenía cincuenta monjes. Fue el abad durante diez años. Murió en Foggia (Pulla), donde había ido para difundir la congregación, el 20 de junio de 1139.

## Veneración
Fue canonizado por el papa Alejandro III en 1177. Su casa natal, en Sassi di Matera, se transformó en iglesia rupestre, y fue nombrada Purgatori Vell.  Sus reliquias (Sacra Ossa, o "Santos huesos") se veneran en la Catedral de Matera desde 1939, en una urna de plata. Primero había sido enterrado en el monasterio de Pulsano, y en 1830 se trasladó a una iglesia de Matera.